# Secret Sister
Secret Sister – EPka zespołu Ścianka wydana i sprzedawana na koncertach promujących płytę w ramach trasy Secret Sister Tournée wiosną 2007 roku. Płyta została wydana własnym sumptem przez zespół w limitowanym nakładzie 500 egzemplarzy.

## Skład
Płytę nagrał zespół Ścianka w składzie Maciej Cieślak, Michał Biela, Arkady Kowalczyk z udziałem muzyków nie wchodzących w skład grupy: Tomasza Ziętka (Pink Freud, trąbka) i Ireneusza Wojtczaka (flet). Z tego względu na okładce płyty figuruje nazwa zespołu Ścianka Quintet.

## Spis utworów
1. Secret Sister – 3:43
2. Susana's Theme – 4:44
3. Shopping – 1:11
4. The Ball Scene Theme – 4:53
5. Jasmine Girl – 2:54
6. Highway – 3:13
7. Monica Found Death – 1:34
8. Chasing Robin – 1:40

## Promocja płyty
10 marca 2007 roku na oficjalnej stronie zespołu pojawiła się pierwsza zapowiedź płyty, a 4 kwietnia obszerniejsza zapowiedź, pierwsze utwory z EPki do odsłuchania i krótki tekst autorstwa (prawdopodobnie) członków zespołu, objaśniający zawartość płyty.
Przed trasą uaktualniono stronę o fotografie wykonane 10 kwietnia podczas prób. Zespół odbył trasę koncertową w dziesięciu miastach w Polsce i za granicą. Secret Sister Tournée zainaugurował koncert w gdańskim klubie Mechanik 11 kwietnia 2007; był to jeden z dwóch koncertów na których zagrali Ziętek i Wojtczak.